# 차지권
차지권(借地權, land use rights)은 건물의 소유를 목적으로 하는 지상권 또는 토지 임차권을 말한다.

## 용어해설
차지권은 자신의 건물을 세울 목적으로 다른 사람의 토지를 빌려 사용하는 지상권 및 임차권을 말하는 것으로 무형자산으로 분류된다.

## 판례
- 건물의 소유를 목적으로 한 토지임차인의 건물매수청구권 행사의 상대방은 통상의 경우 기간의 만료로 인한 임차권 소멸 당시 토지소유자인 임대인뿐만 아니라 임차권 소멸후 임대인이 그 토지를 제3자에게 양도하는 등 그 소유권이 이전되었을 때에는 그 건물에 대하여 보존등기를 필하여 제3자에 대하여 대항할 수 있는 차지권을 가지고 있는 토지임차인은 그 신소유자에 대하여도 위 매수 청구권을 행사할 수 있다[2].